# Sneskohare
Amerikansk sneskohare eller sneskohare (Lepus americanus) er en hare, der lever i Nordamerika. Dens navn kommer af de store fødder, som gør at den kan gå på sneen uden at synke ned. Den kan have hvid eller brun pels.
Sneskohare findes i næsten hele Alaska og Canada (med undtagelse af de allernordligste regioner) og desuden i dele af det øvrige USA (i nordlige og nordøstlige dele samt i Rocky Mountains).

## Kendetegn
Med en længde af 41 til 52 centimeter og en vægt omkring 1,5 kilogram regnes denne art til de mindre i slægten. Halens længde ligger mellem 3 og 5 centimeter. Ligesom sneharen (Lepus timidus) skifter sneskoharen pels før vinteren. Farven ændrer sig fra brunlig til hvid, hvad der giver en bedre camouflage i sneen. Et markant kendetegn er de 6 til 7 centimeter lange ører med sorte spidser. Pelsen skiftes kun i de nordlige dele af udbredelsesområdet. På harens fodsåler findes en kraftig pels (hovedsagelig på bagpoterne) som gør at foden ligner en snesko.

## Levevis
Arten lever i flere forskellige habitater som for eksempel taiga, tundra, åbne græs- og marskområder. Hvert individ lever ensomt, men der findes ofte flere indivier i samme område, med overlappende revirer. Sneskoharen er normalt aktiv i dæmringen og natten, men den er også ude ved skyet vejr. Som alle harer i slægten Lepus, kan den løbe hurtigt og svømmer godt, som er en fordel ved flugt. Sneskoharen går ikke i vinterhi.
Fødens sammensætning er afhængig af region og årstid. Haren spiser blandt andet græsser, blomster, knopper, kviste og bark. I løbet af vinteren spiser den sommetider ådsler.
Parringstiden ligger mellem marts og august. Hunnen har mulighed for at parre sig tre gange i denne tid. Drægtigheden varer i cirka 38 dage og der fødes per kuld to til fire (sjældent op til otte) unger.

## Trussel
Sneskoharer har flere naturlige fjender, herunder gråræv og rød ræv, rødlos, prærieulv og ulv. Populationen øges og mindskes periodisk afhængig af antallet af fjender og adgang til føde. På grund af den høje reproduktionstakt tæller disse harer ikke til de truede arter.

## Underarter
Der findes ifølge organisationen ITIS 15 underarter:
- Lepus americanus americanus
- Lepus americanus bairdii
- Lepus americanus cascadensis
- Lepus americanus columbiensis
- Lepus americanus dalli
- Lepus americanus klamathensis
- Lepus americanus oregonus
- Lepus americanus pallidus
- Lepus americanus phaeonotus
- Lepus americanus pineus
- Lepus americanus seclusus
- Lepus americanus struthopus
- Lepus americanus tahoensis
- Lepus americanus virginianus
- Lepus americanus washingtonii